# ハックニー区
ハックニー・ロンドン自治区（ハックニー・ロンドンじちく、英: London Borough of Hackney）は、イングランドのインナー・ロンドンの北東部にあるロンドン自治区。1963年ロンドン政府法により設置された :5 。
シティ・オブ・ロンドンの金融街から北東に位置し、産業革命時代からイースト・エンド、あるいはイースト・ロンドンの最貧困地区の一つである。1990年代以降、ショーディッチ地区でジェントリフィケーションが進み、ハイテク新興企業や流行に敏感な若者が集まるお洒落な地域として発展した。

## 地理
西部でイズリントン区、南西部でシティ・オブ・ロンドン、南部でタワーハムレッツ区、南東部でニューアム区と接する。北部はハーリンゲイ区、東部はウォルサム・フォレスト区になる。

## 地区

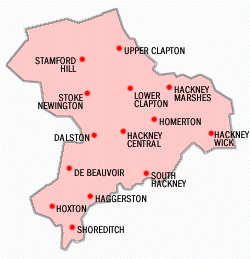
ハックニー区の地区

- ハックニー（英語版） – イースト・ロンドン（英語版）の一部になる。以下の地区を含み、広義には以下のクラプトンからウェスト・ハックニーまで含む。
ハックニー・セントラル（英語版）、ロンドン・フィールズ (緑地公園)（英語版）、ハックニー・ウィック（英語版）、ホマトン（英語版）、サウス・ハックニー（英語版）
  - クラプトン（英語版） – 以下を含む。
ハックニー・ダウンズ（英語版）、ロウワー・クラプトン（英語版）、アッパー・クラプトン（英語版）
  - ダルストン（英語版） – 以下を含む。
キングスランド（英語版）、シャックルウェル（英語版）
  - デ・ブォーヴォワ・タウン（英語版） – イースト・ロンドンには含まれない。
  - スタンフォード・ヒル（英語版） – 同上
  - ウェスト・ハックニー（英語版） – 同上
- ハックニー・マーシズ（英語版） – 沼、湿地帯の緑地地区になる。
- リー・ブリッジ（英語版） – 区東部ウォルサム・フォレスト区に跨がる。
- フィンズベリー・パーク（英語版） - インナー・ロンドンの北端になる。区北西部でイズリントン区、ハーリンゲイ区に跨がり、一部がハックニー区になる。以下を含む。
マナー・ハウス（英語版）
- テンプル・ミルズ（英語版） – 区南東部でニューアム区、ウォルサム・フォレスト区に跨がる
- ストーク・ニューウィントン（英語版） – ノース・ロンドンの一部になる。
- ニューウィントン・グリーン（英語版） – 区西部でイズリントン区に跨がる緑地地区。
- ショーディッチ（英語版） - イースト・エンド及びイースト・ロンドンに含まれる。ジェントリフィケーションが進み芸術的エリア、お洒落な街に変貌した。また、金融街シティが南西側の目と鼻の先にあるため、Amazon.comUK本社などハイテク新興企業も集まる。広義には以下のホクストンまで含む。隣接するベスナル・グリーン（英語版）はタワーハムレッツ区になる。
  - ハッガーストン（英語版） – インドシナ難民らが集住する地区にもなる。
  - ホクストン（英語版） – リージェンツ運河の北側になり、“お洒落な街”の一部。

## 名所・旧跡・主要施設など
- リージェンツ運河
- ロンドンフィールズ公園
- ブロードウェイ・マーケット（英語版） – 土曜日のストリートマーケットや、イーストエンド・オブ・ロンドン伝統の名物パイとウナギのゼリーが有名である。

## 関係者
出身者
- エドモンド・ハレー（天文学者） – ハッガーストン（英語版）生まれ
- レオナード・ウーリー（考古学者） – アッパー・クラプトン（英語版）生まれ
- アーネスト・サトウ（外交官・駐日公使 / 武田久吉の父） – クラプトン（英語版）生まれ
- ジェシカ・タンディ（女優）クラプトンのゲルデストン・ロード (Geldeston Road) 生まれ
- バーバラ・ウィンザー（女優） – ショーディッチ生まれ
- マーク・ボラン（ミュージシャン） – ストーク・ニューウィントン・コモン（英語版） 25番地に生まれ、15歳まで育った。

居住その他ゆかりある人物